# Hnutí žlutých vest

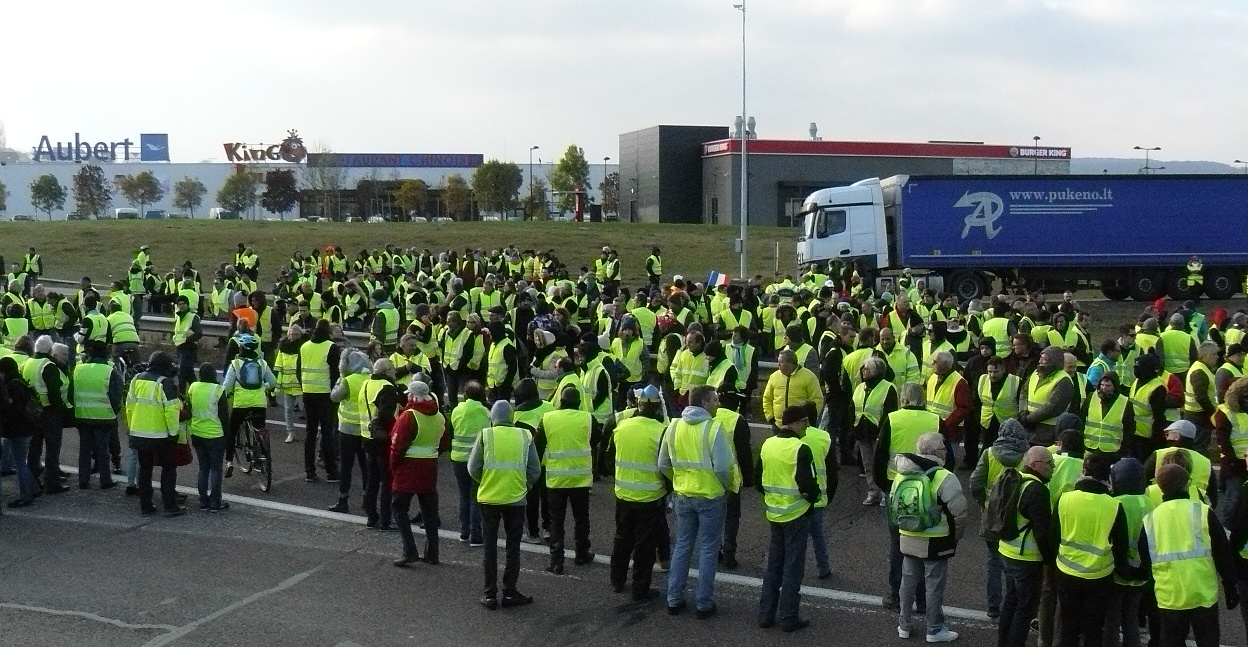
Demonstrace hnutí žlutých vest ve východofrancouzském Vesoulu

Hnutí žlutých vest (přeneseně Žluté vesty, francouzsky Mouvement des gilets jaunes; výslovnost [žilɛ žon]) je protestní hnutí, které vzniklo v listopadu 2018 ve Francii a utichlo v polovině roku 2019. První velké akce a demonstrace se konaly 17. listopadu 2018 zejména na severu země a v Paříži. Následně se hnutí v menší míře rozšířilo i do blízkých zemí (mj. Itálie, Belgie a Nizozemska). Na některých místech protesty přerostly v občanské nepokoje, stavění barikád a rabování. Hnutí je pojmenováno podle svého symbolu – reflexních žlutých vest, oblékaných účastníky protestů.
Hnutí se zformovalo pomocí sociálních médií jako jsou Facebook, Twitter a YouTube. Mezi jeho výrazné postavy patří Éric Drouet, Maxime Nicolle, Priscillia Ludosky a Jacline Mouraud. Stavělo se zprvu hlavně proti rostoucím cenám pohonných hmot a nákladů na bydlení. Vládní politika a daňové reformy podle něj příliš dopadají nejen na dělníky a zaměstnance s relativně nízkými příjmy, ale také na střední třídu, zejména v příměstských oblastech a na venkově. Protestující žádali zastavení těchto jevů a odstoupení francouzského prezidenta Emmanuela Macrona. Prezident a francouzská vláda poté učinili několik ústupků, což vedlo k oslabení hnutí.

## Protesty

### Listopad 2018
Protesty začaly 17. listopadu 2018 a zúčastnilo se jich více než 300 000 lidí. Do 21. listopadu bylo zraněno 585 civilistů, z toho 16 vážně, a 115 policistů (tři byli zraněni vážně).
Během 24. listopadu uspořádalo Hnutí žlutých vest více než 1 600 akcí, kterých se zúčastnilo okolo 106 000 demonstrantů. Největší akce se konaly v Paříži, a to i na Avenue des Champs-Élysées (celkově 8 000 účastníků). Zde protesty přešly v násilnosti – protestující zapalovali ohně, strhávali dopravní značky, stavěli barikády a vytrhávali dlažební kostky. Policie musela použít slzný plyn a vodní děla, aby je rozehnala. Škody v Paříži byly vyčísleny na 1,5 milionu eur, zranění utrpělo 20 osob včetně čtyř příslušníků pořádkových sil.

### Prosinec 2018

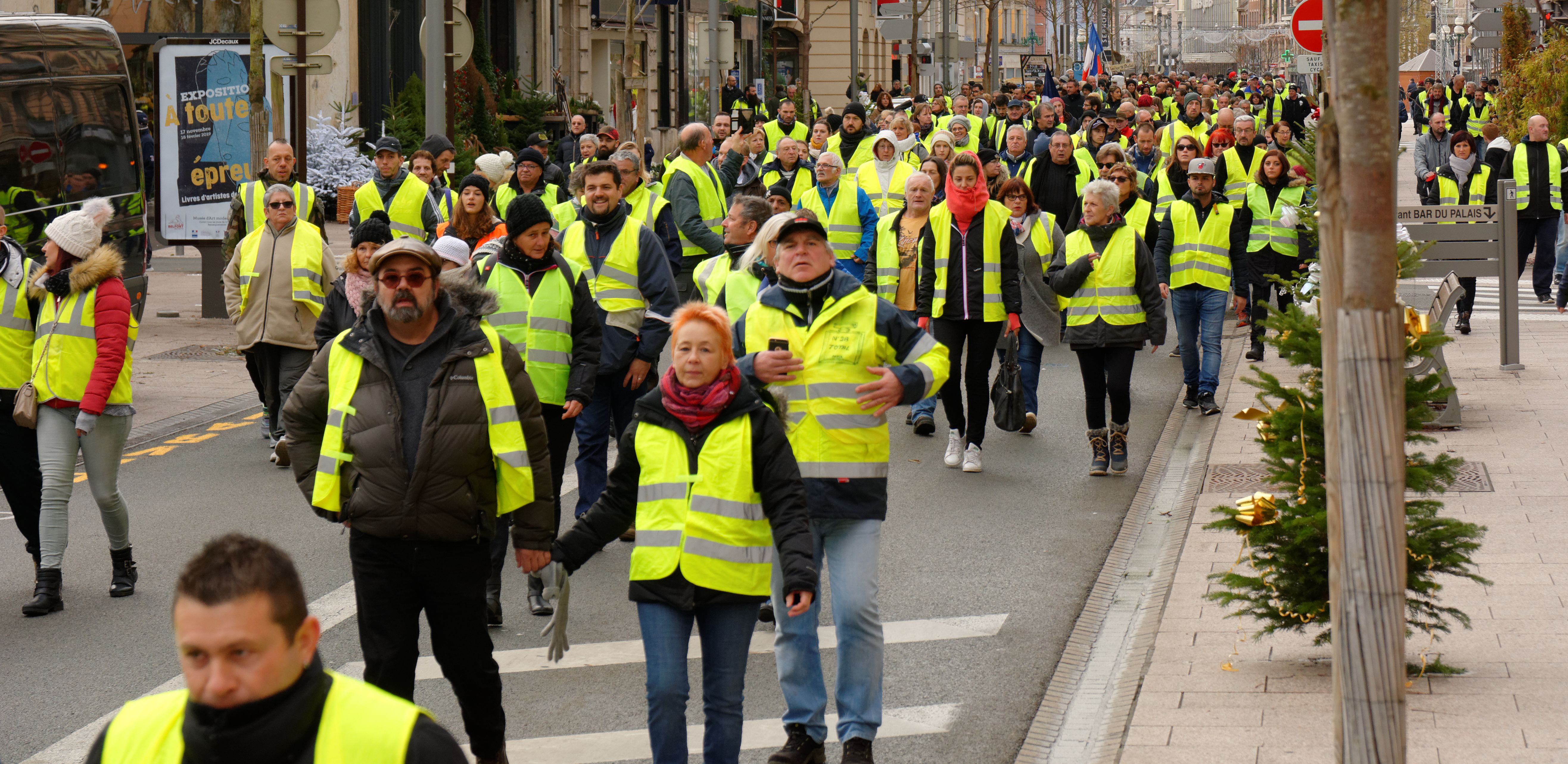
Demonstrace hnutí v Belfortu

Na 1. prosinec 2018 byly zorganizovány protesty s názvem „Act 3 – Macron Quits“ (česky Třetí dějství – Macron odstoupí) a účastí 136 tisíc lidí po celé Francii. Během protestu bylo v metropoli spáleno přes sto aut a byl poničen interiér Vítězného oblouku; škody byly vyčísleny na 3–4 miliony eur, 133 lidí bylo zraněno.
O týden později, 8. prosince, protestovalo po celé Francii podle francouzského ministra vnitra okolo 125 tisíc lidí. Podle něj bylo v hlavním městě nejméně 10 tisíc demonstrantů, další protesty se konaly i v Lyonu či Bordeaux. 135 lidí bylo zraněno, z toho 17 policistů. Po celé zemi policie zadržela 1 385 demonstrantů, z nichž 974 poslala do vazby. V celé Francii bylo nasazeno více než 89 000 příslušníků pořádkových složek.
Dne 15. prosince se protestů v zemi zúčastnilo celkově přes 33 tisíc lidí. V Paříži se sešly asi tři tisíce demonstrantů, na pořádek zde dohlíželo asi osm tisíc členů bezpečnostních složek a 157 lidí bylo zadrženo; 104 z nich bylo vzato do vazby.
V sobotu 22. prosince v celé zemi protestovalo téměř 24 tisíc lidí. V pařížských ulicích bylo podle policie asi 2 000 lidí. Do odpoledne policie zadržela 65 lidí a čtyři umístila do vazby. V důsledku blokád zemřel při silniční nehodě desátý člověk.
Před koncem roku, 29. prosince, byla ve srovnání s předchozími protesty účast výrazně nižší – v Paříži demonstrovalo jen kolem 1 000 lidí, největší účast byla v Bordeaux (2 400 protestujících). Na některých místech se demonstrující střetli s policií.

### Leden 2019
Během 8. protestní soboty 5. ledna 2019, několik dnů po zatčení jednoho z mediálně nejznámějších představitelů hnutí žlutých vest Erika Droueta, demonstrovalo po celé Francii podle ministra vnitra 50 tisíc lidí (z toho v Paříži 3 500 lidí, 24 bylo zadrženo). V Nantes, Lille a v Rouenu došlo k násilným střetům, v Montpellier byli lehce zraněni čtyři policisté. Vládní mluvčí Benjamin Griveaux musel být evakuován ze své pařížské kanceláře v ulici de Grenelle poté, co do budovy násilně vnikla skupina demonstrantů, která k tomu použila stavební zařízení z ulice.
Podle ministra vnitra se 12. ledna demonstrací účastnilo 84 tisíc lidí. Po celé Francii bylo nasazeno kolem 80 tisíc policistů a četníků. Protesty probíhaly například v Paříži (8 000 lidí, 5 000 policistů, 154 demonstrantů bylo zatčeno), Marseille, Toulonu, Bordeaux, Štrasburku, Caen, Perpignanu nebo ve městě Bourges (asi 6 000 lidí). V Paříži bylo zadrženo přes 50 lidí kvůli držení zbraní. Celkem bylo zadrženo 244 protestujících a více než dvě desítky lidí byly zraněny.
Dne 19. ledna podle úředního odhadu protestovalo kolem 84 tisíc lidí. K zajištění pořádku bylo nasazeno okolo 80 tisíc policistů. Nejvyšší účast byla v Toulouse (kolem 10 tisíc demonstrantů), dále se protestovalo v Paříži (7 000 lidí, přes 40 zatčeno), Rouenu nebo Bordeaux (4 000 lidí). V Lille, v Béziers a v Angers vyšlo do ulic 2 500 až 3 000 lidí, dva tisíce lidí protestovaly v Rennes a v Nancy. Celkem bylo zatčeno několik desítek lidí.
Podle úředního odhadu v sobotu 26. ledna protestovalo asi 69 tisíc lidí. V Paříži protestovalo asi 2 500 lidí (223 bylo zatčeno), zhruba 250 demonstrantů se sešlo ve Štrasburku, přibližně stovka žlutých vest se objevila v Montpellier a shromáždění se odehrála i v městech Évreux, Bordeaux, Nantes, Toulouse nebo Marseille. Francouzské úřady vyslaly do ulic přes 80 tisíc policistů a bylo zadrženo 22 lidí. Jérôme Rodrigues, jeden z výrazných představitelů hnutí, byl po vážném úderu do oka (podle jeho právního zástupce jej zasáhl gumový projektil) odvezen do nemocnice a uveden do umělého spánku.
Následující den pak prošel Paříží průvod několika tisíc lidí z hnutí červených šátků a modrých vest, kteří přišli podpořit demokracii a státní instituce a volali po ukončení násilností.
Členové hnutí žlutých vest také ohlásili zájem kandidovat v květnových volbách do Evropského parlamentu.

### Únor 2019
V průběhu 12. protestní soboty 2. února 2019 se podle ministerstva vnitra se do protestů zapojilo kolem 58 600 lidí. Demonstrace se konaly například v Paříži (10 500 lidí, 30 zadrženo), Marseille, Bordeaux, Valence nebo Tours. K udržení pořádku bylo nasazeno 80 000 policistů.
Francouzské ministerstvo vnitra uvedlo, že 9. února se protestů zúčastnilo kolem 51 400 lidí. Protesty se konaly například v Paříži (4 000 lidí, 39 zadrženo), Marseille, Lyonu, Bordeaux, Toulouse, Montpellier, Lille, Nantes, Rennes, Caen či v Brestu. Při potyčkách mezi policií a demonstranty si jeden aktivista vážně poranil ruku a přišel o čtyři prsty. Podle francouzských médií způsobil zranění policejní granát, určený k rozhánění davu.
Ve stejný den se konaly také protivládní demonstrace v Římě s účastí 50 000 až 100 000 lidí, mezi nimi italských žlutých vest. Několik dní předtím, v úterý 5. února 2019, přitom přicestoval italský ministr práce a sociální politiky Luigi Di Maio do Paříže, setkal se se zástupci francouzských žlutých vest a vyslovil jim podporu. Na znamení protestu proti akci italského ministra byl francouzským ministerstvem zahraničí následně odvolán jeho velvyslanec v Římě ke konzultacím.
Dne 16. února podle ministerstva vnitra protestovalo kolem 41 500 lidí.Demonstrace se konaly například v Paříži (5 000 lidí, 23 zatčeno), Lyonu, Bordeaux, Marseille, Štrasburku nebo Toulouse.
Následujícího týdne, 23. února, se podle oficiálních údajů do protestů zapojilo necelých 47 tisíc lidí. V celé zemi se uskutečnily více než čtyři desítky demonstrací, lidé se sešli mimo jiné v Paříži (5 800 lidí), Toulouse, Blois, Lille, Rouenu či Bordeaux. Celkem bylo zadrženo několik desítek lidí.

### Březen 2019
Demonstrací 2. března 2019 se podle ministerstva vnitra zúčastnilo kolem 39 300 lidí. Protesty se konaly například v Paříži (4 000 lidí, 33 zatčeno), Nantes, Alès, Lyonu, Bordeaux, Nice, ve Štrasburku, Dijonu nebo Lille.
O týden později, 9. března, podle ministerstva vnitra protestovalo kolem 28 00 lidí. V Paříži se do protestů zapojily i učitelky mateřských škol, které chtěly vlastní akcí vyjádřit nesouhlas s reformou podpory v nezaměstnanosti. Souběžně se konal také pochod žen, které nesly transparent s heslem „Rovnost žen a mužů, která není“.
Podle odhadů 16. března protestovalo kolem 15 tisíc lidí, z toho přes 10 tisíc v Paříži. Protesty doprovázela vlna násilností a bylo zadrženo přes 150 protestujících.
Protestů 23. března se zúčastnilo kolem 40 500 lidí, z toho 5 000 v Paříži. Kvůli násilnostem z předchozího týdne dohlíželo na demonstrace také sedm tisíc vojáků z operace Sentinelle. Protesty se konaly například v Paříži, Nice, Montpellier nebo La Rochelle.
Protestů v průběhu 20. protestní soboty 30. března se dle úřadů zúčastnilo přes 33 700 lidí, z toho přes 4 000 v Paříži, kde byl relativní klid – policisté uzavřeli okolí bulváru Champs-Elysées. Policie nasadila slzný plyn v Bordeaux proti skupině radikálů.

### Duben 2019
Demonstrací 6. dubna se zúčastnilo podle ministerstva vnitra 22 tisíc lidí.
O týden později, 13. dubna, protestovalo 31 tisíc lidí a 27 osob bylo zadrženo. Centrem protestů se stalo Toulouse, kde byly doprovázeny výtržnictvím. Další demonstrace se konaly například v Paříži, Lille, Bordeaux, Štrasburku, Rouenu a Montpellieru.
Dne 20. dubna protestovalo podle odhadů 27 900 lidí, z toho 9 000 v Paříži; zadrženo bylo nejméně 220 lidí.
Dne 27. dubna protestovalo podle ministerstva vnitra 23 600 lidí. Největší účast byla v Paříži (více než 2 000 lidí) a Štrasburku.

### Květen 2019
Členové hnutí žlutých vest se spolu s francouzskými labouristy účastnili demonstrací proti politice prezidenta Emmanuela Macrona, které se konaly 1. května. Těchto protestů se zúčastnilo přes 150 tisíc lidí.
Dne 4. května, 25. týden v pořadí, protestovalo asi 18 900 lidí a při potyčkách s policií bylo několik z nich zraněno.
Dne 11. května protestovalo podle odhadu ministerstva vnitra 18 600 lidí, z toho 1 200 v Paříži.

### Červen a červenec 2019
Demonstrace se konaly také během června a července. Vzhledem k nízké účasti přestala policie zveřejňovat odhady počtu účastníků.

## Výsledek a požadavky

### Ústupky francouzské vlády
V reakci na protesty učinili prezident a vláda následující ústupky:
- zvýšení daně z pohonných hmot bylo odloženo o půl roku
- opětovné zvýšení rychlosti na některých silnicích[53]
- nedošlo ke zvýšení cenových tarifů u elektřiny a plynu
- nedošlo ke zpřísnění technických kontrol vozidel
- bylo přislíbeno zvýšení minimální mzdy o sto eur měsíčně
- důchodci, kteří dostávají méně než 2 000 eur měsíčně, byli vyjmuti ze zvýšení sociálních odvodů
- odměny za přesčasy ani prémie na konci roku by neměly být zdaněny.

### Požadavky Hnutí žlutých vest
K požadavkům hnutí patří zejména:
- zrušení zdražení pohonných hmot
- zvýšení kupní síly obyvatelstva
- snížení daní
- demise prezidenta Emmanuela Macrona
- opětovné zavedení milionářské daně
- opětovné zvýšení rychlosti na silnicích
- zvýšení minimální mzdy a důchodů
- více přímé demokracie, zavedení referenda

Další požadavky jsou popsány v manifestu žlutých vest. Jedná se o tyto body:
- Ekonomika / práce: Ústavní strop pro daně – 25 %. Zvýšení o 40 % základní důchod a sociální péči. Zvýšení náboru ve veřejném sektoru s cílem obnovit veřejné služby. Projekty masivní výstavby pro 5 milionů bezdomovců a přísné tresty pro starosty/prefektury, které zanechávají lidi na ulicích. Rozdělit „příliš velké banky“, znovu oddělit pravidelné bankovnictví od toho bankovnictví. Zrušit dluhy nahromaděné zbytečnými úrokovými sazbami
- Politika: Ústavní pozměňovací návrhy na ochranu zájmů občanů, včetně závazných referend. Blokování lobbistických skupin a zájmů z politického rozhodování. Frexit: Nechte Evropskou unii znovu získat naši ekonomickou, měnovou a politickou svrchovanost (Jinými slovy, respektujte výsledek referenda v roce 2005, kdy Francie hlasovala proti Smlouvě o Ústavě EU, která byla poté přejmenována na Lisabonskou smlouvu a francouzští to ignorovali). Snižování daňových úniků ultra-bohatých. Okamžité ukončení privatizace a renacionalizace veřejných statků, jako jsou dálnice, letiště, železnice atd. Odstranit veškerou ideologii z ministerstva školství a ukončit všechny destruktivní vzdělávací techniky. Čtyřnásobný rozpočet pro zákon a pořádek a časové limity pro soudní řízení. Zajistit přístup k soudnímu systému všem. Rozdělit mediální monopoly a ukončit jejich zasahování do politiky. Zpřístupnit média občanům a zaručit pluralitu názorů. Ukončit manipulativní propagandu. Zajistit občanskou svobodu tím, že se do ústavy začlení úplný zákaz státního zásahu do rozhodnutí týkajících se vzdělání, zdraví a rodinných záležitostí
- Zdraví / Životní prostředí: Už žádná „plánovaná zastaralost“ výrobků – musí být záruka ze strany výrobců, že jejich výrobky budou funkční 10 let a že během tohoto období budou k dispozici náhradní díly. Zákaz plastových lahví a jiných znečišťujících obalů. Oslabení vlivu velkých farmaceutických firem na obecné zdraví obecně a nemocnice. Zákaz geneticky modifikovaných plodin, karcinogenních pesticidů, endokrinních disruptorů a monokultur. Reindustrializovat Francii (čímž se sníží dovoz a jím způsobované znečišťování)
- Zahraniční styky: Ukončení účasti Francie v zahraničních válkách a vystoupení z NATO. Zastavit drancování a zasahování – politicky a vojensky – do „Francafrique“, který udržuje Afriku chudou. Okamžitě repatriovat všechny francouzské vojáky. Vytvořit vztahy s africkými státy na rovnocenném základě. Zabránit migračním tokům, které nelze přijmout nebo integrovat, vzhledem k hluboké civilizační krizi, kterou prožíváme. Důsledně dodržovat mezinárodní právo a smlouvy, které jsme podepsali
- Další požadavky:
  - Konec bezdomovectví – Daň z příjmu více progresivní (více stupňů) – Nárůst minimální mzdy (a zaručených mezd) na 1 300 euro celoplošně. – Podpora malopodnikání, rozvoj venkova a městských center (zastavit množení velkých komerčních zón kolem velkoměst, které zabíjejí malé domácí firmy, a zajisti parkování v centrech zdarma). – Velký zabezpečovací plán bydlení (tvořící ekologické a úsporné podmínky našich domácností). – Velcí mají platit víc (Google, Amazon, …), malí mají platit méně (mikropodniky, osvč, svobodní umělci, řemeslníci, střední podniky, …).
  - Stejný systém sociální podpory pro každého (a to včetně řemeslníků, a osvč). Konec politiky RSI (sociální režim samo-zaměstnávání).
  - Penzijní systém musí zůstat solidární a být socializován. (Ne „důchodům pro zámožné“). – S penzí pod 1 200 euro na nás nechoďte! – Zastavte zvyšování daně z paliv. (pozn. Neovlivní jen paliva, ale i ceny dováženého zboží, jako je ovoce, či maso). – Každý zvolený zástupce bude mít nárok na medián platu. Jeho náklady na dopravu budou sledovány a proplaceny, pokud budou oprávněné. Právo na stravenky a řádnou dovolenou, nic víc. – Mzdy všech francouzů, jakož i důchody a příspěvky musí být vázány na inflaci. – Chránit francouzský průmysl: omezit jeho přemístění. Ochránit náš průmysl, chránit naše know-how a naše pracovní místa.
  - Konec odloučené práce (vyslaní pracovníci jsou vysláni zaměstnavatelem k dočasné službě v jiné evropské zemi). Je nepřípustné, že osoba, která pracuje na francouzském území, nemá nárok na náš plat a stejná práva. Každý, kdo je oprávněn pracovat na francouzském území, musí být stejně měřen jako francouzský občan a jeho zaměstnavatel musí přispívat ve stejné výši jako francouzský zaměstnavatel. – Pro zajištění bezpečnosti práce: omezit počet smluv na dobu určitou pro velké společnosti. Chceme více CDI (standardní smlouvu na dobu neurčitou nebo trvalou práci ve Francii). – Konec CICE (daňové kredity, které mohou korporace nárokovat za všechny platy 2,5× nižší než francouzská minimální mzda). Použití těchto peněz na zahájení rozvoje francouzského automobilového průmyslu na principu pohonu vodíkem. (což je na rozdíl od elektrického vozu skutečně ekologické). – Zastavit splácení dluhů s vysokými (pozn. lichvářskými) mírami úroků, ty musí být prohlášeny za nelegitimní.
  - Musí být řešeny případy nucené migrace (přerozdělovací smlouvy, mezinárodní výměny etc.).
  - Žadatelé o azyl u nás mají dostat dobré zajištění. Poskytovat jim bydlení, zabezpečení, stravu a vzdělání (v jejich jazyce atp.). Spolupracovat s OSN na tom, aby v jejím rámci taková péče byla poskytnuta i v jiných zemích světa, zatímco se vyřizují azylová řízení. Neúspěšní a nebezpeční žadatelé musí být navráceni do země jejich původu.
  - Zavedení opravdové integrační politiky (Žít ve Francii znamená stát se Francouzem, mluvit francouzsky, znát naši historii, mít naše vzdělání a nakonec i naši práci). – Maximální mzda by nesmí přesáhnout 15 000 euro (pozn. cca 360 000 Kč).
  - Musíme zajistit práci pro nezaměstnané. – Zvýšit podporu nemohoucích. Regulovat nájemné + zajistit levné nájemné bydlení (obzvláště pro studenty a začínající pracující).
  - Zákaz rozprodávat majetek Francie (letiště, přehrady, …). – Poskytnout prostředky justici, policii, četnictvu a armádě. Přesčasy je třeba vyplatit nebo nahradit volnem.
  - Všechny peníze získané dálničními poplatky použít na údržbu dálnic a silnic ve Francii a investovat do bezpečnosti silničního provozu. – Vzhledem k tomu, že od privatizace výrazně vzrostla cena plynu a elektřiny, chceme, aby byly energetické podniky znovu vlastněny veřejností a ceny tak výrazně klesly. – Okamžitě uzavřít výrazně prodělečné malé pošty, školy a školky. – Přinést blahobyt starším lidem. Zákaz vydělávat peníze na starších občanech. (éra „šedého zlata“ je u konce, nechť začne doba šedé pohody). – Maximálně 25 studentů na třídu, od mateřské školy do posledního roku vyššího vzdělání. – Podstatné finanční zdroje přivést do psychiatrických oborů. – Lidové referendum musí vstoupit v platnost a být zapsáno do ústavy. Vytvořit přehledný a efektivní, nezávislý kontrolní orgán, kde mohou navrhovatelé vytvořit právní návrhy. Pokud tento návrh obdrží 700 000 podpisů, tak bude tento návrh zákona projednán, doplněn a pozměněn Národním shromážděním, které bude povinno (v termínu až jeden rok a den po získání 700 000 podpisů) předložit hlasování všem Francouzům. – Návrat k 7letému volebnímu období pro prezidenta republiky (Volba poslanců dva roky po volbě prezidenta republiky umožnila poslat pozitivní nebo negativní signál prezidentovi republiky o jeho politice, a tak pomohl slyšet hlas lidu). – Odchod do důchodu ve věku 60 let. Pro všechny, kteří pracovali manuálně (např. stavitel nebo řezník), právo na odchod do důchodu ve věku 55 let.
  - Dětem starým 6 let zajistit pokračování systému pomoci do 10 let. – Zajistit podporu většího transportu zboží pomocí železnic. (pozn. uvolnit silniční nákladní dopravu) – Stop korupci. – Konec ex-prezidentských výplat do konce života. – Stop zpoplatňování prodejců za užití kreditní karty zákazníkem. – Zavedení daně z lodních paliv a petroleje.

Žluté vesty také požadovaly »Impots sur la fortune«, což znamená buď daň z majetku nebo z luxusu, v každém případě jim šlo o progresívní zdanění velmi bohatých (s finančním majetkem 1,5 milionu eur a výše), možnost vyvolat lidové referendum, zrušení daně z přidané hodnoty (DPH) na potraviny a další zboží denní potřeby a nasazení vysokého DPH na luxusní produkty.

## Ohlas v jiných zemích
Demonstrace ve Francii vedly k protestům i v dalších zemích. Tyto protesty, které přejaly symbol reflexní vesty, se konaly například v Belgii, Nizozemsku, Polsku, ve Velké Británii, v Maďarsku, na Tchaj-wanu a v dalších zemích.
V České republice se k hnutí žlutých vest přihlásil např. poslanec ČSSD Jaroslav Foldyna, když v polovině prosince přišel do Sněmovny ve žluté vestě jako vyjádření svých sympatií k hnutí. Po vzoru hnutí také měla na sobě žluté vesty většina z asi stovky účastníků akce, kterou před koncem ledna 2019 na Václavském náměstí v Praze uspořádal krajský výbor pražské KSČM. Jednalo se o asi 40minutové protestní shromáždění proti zvyšování nákladů na bydlení. Premiér Andrej Babiš 26. června 2019 při poslaneckém hlasování o nedůvěře jeho vládě naznačil souvislost protivládní demonstrace z 23. června s pařížskými protesty na základě toho, že někdo z vystupujících měl na sobě reflexní vestu. Pořadatelé demonstrace se k hnutí žlutých vest nehlásili.

## Mezinárodní vazby
Nějakou dobu se spekulovalo o tom, zda hnutí nebylo motivováno či podněcováno ruskou dezinformační kampaní. Kromě účasti několika osob s vazbami na Rusko na demonstracích se však tyto spekulace nepotvrdily.